# رود لوبرس
رود لوبرس (انگلیسی: Ruud Lubbers؛ زادهٔ ۷ مهٔ ۱۹۳۹ – درگذشتهٔ ۱۴ فوریه ۲۰۱۸) یک سیاستمدار اهل هلند بود.